# 2003 en handball
| Années du handball : 2000 - 2001 - 2002 - 2003 - 2004 - 2005 - 2006    |
| Décennies du handball : 1970 - 1980 - 1990 - 2000 - 2010 - 2020 - 2030 |

Cet article présente les faits marquants de l'année 2003 en handball.

## Par mois
- 2 février : la Croatie remporte le championnat du monde masculin en s'imposant en finale face à l'Allemagne (27-22).
- 4 mai : Montpellier (France) remporte la Ligue des champions en s'imposant en finale contre PSA Pampelune (Espagne).
- 17 mai : Krim Ljubljana (Slovénie) remporte la Ligue des champions féminine en s'imposant en finale contre Mar Valencia (Espagne).
- 13 décembre : la France remporte le titre de champion du monde féminin en écartant en finale la Hongrie, 32-29 après prolongation.

## Par compétitions

### Championnat du monde masculin
La 18e édition du Championnat du monde masculin a lieu au Portugal du 20 janvier au 2 février 2003.
| \| \| Croatie \| \| \| Médaille d'or, monde \| \| Allemagne \| \| \| Médaille d'argent, monde \| France \| \| Médaille d'argent, monde \| Médaille de bronze, monde \| | Statistique et récompenses - Meilleur joueur : Christian Schwarzer, Allemagne - Meilleur buteur : Carlos Pérez, Hongrie, 64 buts - Gardien : Henning Fritz, Allemagne - Ailier gauche : Édouard Kokcharov, Russie - Arrière gauche : Carlos Pérez, Hongrie - Demi-centre : Enric Masip, Espagne - Pivot : Christian Schwarzer, Allemagne - Arrière droit : Patrick Cazal, France - Ailier droit : Mirza Džomba, Croatie |
| | Croatie |
| | Médaille d'or, monde |
| Allemagne | |
| Médaille d'argent, monde | France |
| Médaille d'argent, monde | Médaille de bronze, monde |

### Championnat du monde féminin
La 16e édition du Championnat du monde féminin a lieu en Croatie du 2 décembre au 14 décembre 2003.
| \| \| France \| \| \| Médaille d'or, monde \| \| Hongrie \| \| \| Médaille d'argent, monde \| Corée du Sud \| \| Médaille d'argent, monde \| Médaille de bronze, monde \| | Statistique et récompenses - Meilleure joueuse : Valérie Nicolas, France - Meilleure marqueuse : Bojana Radulovics, Hongrie, 97 buts - Gardienne : Valérie Nicolas, France - Ailière gauche : Tatjana Oder, Slovénie - Arrière gauche : Olena Tsyhytsia, Ukraine - Demi-centre : Anita Görbicz, Hongrie - Pivot : Isabelle Wendling, France - Arrière droite : Bojana Radulovics, Hongrie - Ailière droite : Woo Sun-hee, Corée du Sud |
| | France |
| | Médaille d'or, monde |
| Hongrie | |
| Médaille d'argent, monde | Corée du Sud |
| Médaille d'argent, monde | Médaille de bronze, monde |

## Meilleurs handballeurs de l'année 2003
Au printemps 2004, la Fédération internationale de handball a sélectionné vingt noms pour succéder à Bertrand Gille et la Chinoise Chao Zhai au titre de meilleurs handballeurs de l'année 2003 : Ivano Balić (CRO), Alberto Entrerríos (ESP), Peter Gentzel (SUE), Eric Gull (ARG), László Nagy (HON), Patrick Cazal (FRA), Christian Schwarzer (ALL), Ólafur Stefánsson (ISL), Bruno Souza (BRE), Hussein Zaky (EGY) pour les garçons et Grit Jurack (ALL), Tanja Logvin (AUT), Kristine Lunde (NOR), Élodie Mambo (CIV), Valérie Nicolas (FRA), Tanja Oder (SLO), Montserrat Puche (ESP), Bojana Radulovics (HON), Olena Tsyhytsia (UKR), Woo Sun-Hee (COR) pour les filles. Les fans de handball sont invités par l'IHF (avant le 1er mai) à voter par courriel en choisissant trois noms par catégorie, dans l'ordre de préférence. 
En juin 2004, les résultats de l'élection ont été dévoilés par l'IHF,,. Les lecteurs du World Handball Magazine et, pour la première fois, les internautes du site de l'IHF ont totalisé 20 000 votants et ont élu l'arrière droite hongroise d'origine serbe Bojana Radulovics et le demi-centre croate Ivano Balić.
Déjà élue en 2000, Bojana Radulovics a reçu plus de la moitié des suffrages exprimés, totalisant 3 fois plus de vote que l'Espagnole Montserrat Puche Díaz (21,55 %) et 10 fois plus de vote que la Française Valérie Nicolas, victorieuse du championnat du monde 2003 (5,77 %). Chez les hommes, avec 55,08 % des votes, Ivano Balić devance nettement le gardien suédois Peter Gentzel (29,49 %) et l'arrière brésilien Bruno Souza (5,48 %).
| Rang | Joueuse                    | Nationalité     | Club(s)                          | Poste            | Votes | %       |
| ---- | -------------------------- | --------------- | -------------------------------- | ---------------- | ----- | ------- |
| 1    | Bojana Radulovics          | Hongrie         | Dunaferr NK                      | Arrière droite   | 4544  | 58,75 % |
| 2    | Montserrat Puche Díaz (es) | Espagne         | El Osito L'Eliana Valencia       | Demi-centre      | 1667  | 21,55 % |
| 3    | Valérie Nicolas            | France          | ES Besançon, Viborg HK           | Gardienne de but | 446   | 5,77 %  |
| 4    | Bojana Petrović            | Serbie-et-Mont. | Slagelse DT                      | Arrière gauche   | 322   | 4,16 %  |
| 5    | Line Daugaard              | Danemark        | Ikast Bording EH                 | Ailière gauche   | 212   | 2,74 %  |
| 6    | Grit Jurack                | Allemagne       | Ikast Bording EH, HC Leipzig     | Arrière droite   | 164   | 2,12 %  |
| 7    | Kristine Lunde-Borgersen   | Norvège         | Våg Vipers Kristiansand          | Demi-centre      | 148   | 1,91 %  |
| 8    | Tatjana Oder               | Slovénie        | RK Krim Ljubljana                | Ailière gauche   | 94    | 1,22 %  |
| 9    | Woo Sun-hee                | Corée du Sud    | Gwangju City, Wonderful Samcheok | Ailière droite   | 24    | 0,31 %  |
| 10   | Tanja Logvin               | Autriche        | Hypo NÖ, RK Krim                 | Arrière gauche   | 21    | 0,27 %  |
| 11   | Autres joueuses            | -               | -                                | -                | 92    | 1,19 %  |

| Rang | Joueur              | Nationalité | Club(s)                        | Poste          | Votes | %       |
| ---- | ------------------- | ----------- | ------------------------------ | -------------- | ----- | ------- |
| 1    | Ivano Balić         | Croatie     | RK Metković                    | Demi-centre    | 6601  | 55,08 % |
| 2    | Peter Gentzel       | Suède       | HSG Nordhorn                   | Gardien de but | 3534  | 29,49 % |
| 3    | Bruno Souza         | Brésil      | Frisch Auf Göppingen           | Arrière gauche | 657   | 5,48 %  |
| 4    | Eric Gull           | Argentine   | Sélestat, ES Tunis et Tchekhov | Arrière droit  | 311   | 2,60 %  |
| 5    | László Nagy         | Hongrie     | FC Barcelone                   | Arrière droit  | 207   | 1,73 %  |
| 6    | Alberto Entrerríos  | Espagne     | BM Ciudad Real                 | Arrière gauche | 163   | 1,36 %  |
| 7    | Ólafur Stefánsson   | Islande     | Magdebourg, Ciudad Real        | Arrière droit  | 152   | 1,27 %  |
| 8    | Christian Schwarzer | Allemagne   | TBV Lemgo                      | Pivot          | 117   | 0,98 %  |
| 9    | Patrick Cazal       | France      | TUSEM Essen                    | Arrière droit  | 107   | 0,89 %  |
| 10   | Henning Fritz       | Allemagne   | THW Kiel                       | Gardien de but | 58    | 0,48 %  |
| 11   | Hussein Zaky        | Égypte      | BM Ciudad Real                 | Demi-centre    | 19    | 0,16 %  |
| 12   | Stefan Lövgren      | Suède       | THW Kiel                       | Arrière gauche | 13    | 0,11 %  |
| 13   | Lars Christiansen   | Danemark    | SG Flensburg-Handewitt         | Ailier gauche  | 9     | 0,08 %  |
| 14   | Autres joueurs      | -           | -                              | -              | 36    | 0,30 %  |

## Bilan de la saison 2002-2003 en club

### Coupes d'Europe (clubs)
| Compétition         | Vainqueur       | Finaliste         | Score   |
| ------------------- | --------------- | ----------------- | ------- |
| Ligue des champions | Montpellier HB  | PSA Pampelune     | 50 – 46 |
| Coupe des coupes    | BM Ciudad Real  | Redbergslids IK   | 57 – 51 |
| Coupe de l'EHF      | FC Barcelone    | Dinamo Astrakhan  | 68 – 49 |
| Coupe Challenge     | Skjern Handball | AS Fílippos Véria | 62 – 55 |

| Compétition         | Vainqueur         | Finaliste            | Score   |
| ------------------- | ----------------- | -------------------- | ------- |
| Ligue des champions | Krim Ljubljana    | Mar Valencia         | 63 – 58 |
| Coupe des coupes    | ES Besançon       | Spartak Kiev         | 47 – 45 |
| Coupe de l'EHF      | Slagelse FH       | Dunaferr NK          | 49 – 47 |
| Coupe Challenge     | Borussia Dortmund | HC Selmont Baia Mare | 45 – 43 |

### Championnats européens

#### Championnats masculins
Pour la première fois, la Fédération européenne de handball a mis en place un classement basé sur les résultats des fédérations entre la saison 1999-2000 et la saison 2001-2002. Ce Coefficient EHF détermine le nombre d'équipes participant aux différentes coupes d'Europe pour la saison 2003-2004. Le palmarès est :
| Rang | Championnat                 | Vainqueur                 |
| ---- | --------------------------- | ------------------------- |
| 1    | Allemagne                   | TBV Lemgo                 |
| 2    | Espagne                     | FC Barcelone              |
| 3    | Hongrie                     | Fotex KC Veszprém         |
| 4    | Slovénie                    | RK Celje                  |
| 5    | Croatie                     | RK Zagreb                 |
| 6    | Danemark                    | Kolding IF Håndbold       |
| 7    | RF Yougoslavie              | Partizan Belgrade         |
| 8    | Norvège                     | Sandefjord TIF            |
| 9A   | Portugal (Divisão de Elite) | CD de São Bernardo-Aveiro |
| 9B   | Portugal (Liga Portuguesa)  | FC Porto                  |
| 10   | France                      | Montpellier Handball      |
| 11   | Suisse                      | Pfadi Winterthur          |
| 12   | Macédoine                   | Vardar Skopje             |
| 13   | Pologne                     | KS Kielce                 |
| 14   | Russie                      | Medvedi Tchekhov          |
| 15   | Suède                       | Redbergslids IK           |
| 16   | Italie                      | HC Conversano             |
| 17   | Ukraine                     | ZTR Zaporijia             |
| 18   | Roumanie                    | Fibrex Săvinești          |
| 19   | Turquie                     | ASKİ SK                   |
| 20   | Israël                      | Hapoël Rishon LeZion      |
| 21   | République tchèque          | HC Baník Karviná          |
| 22   | Autriche                    | Alpla HC Hard             |
| 23   | Grèce                       | AS Fílippos Véria         |
| 24   | Islande                     | Haukar Hafnarfjörður      |
| 25   | Pays-Bas                    | HV Aalsmeer               |
| 26   | Biélorussie                 | Arkatron Minsk            |
| 27   | Belgique                    | HCE Tongeren              |
| 28   | Bosnie-Herzégovine          | RK Bosna Sarajevo         |
| 29   | Luxembourg                  | Handball Esch             |
| 30   | Lituanie                    | Granitas Kaunas           |
| 31   | Slovaquie                   | HC MŠK Považská Bystrica  |

#### Championnats féminins
Le palmarès des principaux championnats féminins est :
| Championnat                       | Vainqueur               |
| --------------------------------- | ----------------------- |
| Championnat d'Allemagne           | DJK/MJC Trier           |
| Championnat d'Autriche            | Hypo Niederösterreich   |
| Championnat de Bosnie-Herzégovine | Ljubuski                |
| Championnat de Croatie            | ŽRK Podravka Koprivnica |
| Championnat du Danemark           | Slagelse FH             |
| Championnat d'Espagne             | CBF Elda                |
| Championnat de France             | ES Besançon             |
| Championnat de Grèce              | Anagennisi Arta         |
| Championnat de Hongrie            | Dunaferr NK             |
| Championnat de Lituanie           | Eastcon AG Vilnius      |
| Championnat de Macédoine          | Gjorče Petrov Skopje    |
| Championnat des Pays-Bas          | Zeeman Vastgoed SEW     |
| Championnat de Pologne            | Montex Lublin           |
| Championnat du Portugal           | Madeira Andebol SAD     |
| Championnat de Roumanie           | Rapid Bucarest          |
| Championnat de Slovénie           | RK Krim                 |
| Championnat de Suède              | Eslövs IK               |
| Championnat de Suisse             | LC Brühl St-Gall        |
| Championnat d'Ukraine             | HC Motor Zaporijjia     |
| Championnat de RF Yougoslavie     | ŽRK Budućnost Podgorica |

#### Saison 2002-2003 en France
|          | Compétition           | Vainqueur            | Second                 | Score   |
| -------- | --------------------- | -------------------- | ---------------------- | ------- |
| masculin | Championnat           | Montpellier Handball | Chambéry Savoie HB     | –       |
| masculin | Coupe de France       | Montpellier Handball | US Créteil             | 21 - 20 |
| masculin | Coupe de la Ligue     | US Créteil           | Montpellier Handball   | 27 - 23 |
| féminin  | Championnat de France | ES Besançon          | ASPTT Metz             | –       |
| féminin  | Coupe de France       | ES Besançon          | HBC Nîmes              | 29 - 21 |
| féminin  | Coupe de la Ligue     | ES Besançon          | Cercle Dijon Bourgogne | 26 - 25 |